# 板橋区立大山小学校
板橋区立大山小学校（いたばしくりつ おおやましょうがっこう）は、かつて東京都板橋区にあった公立小学校。2014年（平成26年）3月31日をもって閉校した。

## 概要
- 大山小学校の入学児童数は、2002年度43人、2003年度39人だったが、学校選択制を導入した2004年度は18人と半減した。その後も入学児童数の減少は止まらず、2012・2013年度の入学児童数はそれぞれ1名だった。
- 大山小学校の通学区域は板橋区立板橋第六小学校と板橋区立板橋第十小学校へ編入され、在籍していた児童は閉校後に隣接校などへ転校した。また、平成26年4月から板橋区立板橋第七小学校に特別支援学級が開設された。

## 教育目標
- 思いやりのある子、 考える子、 ねばり強い子、 元気な子
- 「自分を大切にし、他人を大切にできる子」、「友だちの良さに気づき、認めあい助け合える子」の育成を目指していた。

## 歴史
- 1953年（昭和28年）
  - 7月1日 - 東京都板橋区板橋町4丁目1301番地に設置。
  - 9月1日 - 板橋区立板橋第六小学校・板橋区立板橋第十小学校より分籍。
  - 10月16日 - 落成開校記念式典挙行（この日を開校記念日とする）。
- 1961年（昭和36年）1月14日 - 板橋区研究奨励校発表（道徳）。
- 1969年（昭和44年）
  - 2月25日 - 板橋区研究奨励校発表（理科）。
  - 3月8日 - 屋内運動場落成式典挙行。
- 1970年（昭和45年）2月2日 - 板橋区研究奨励校発表（生活指導）。
- 1975年（昭和50年）2月21日 - 板橋区研究奨励校発表（情操教育）。
- 1992年（平成4年）3月31日 - 「学校の森」完成。
- 1998年（平成10年）7月1日 - 観察路舗装（リサイクルガラス使用）。
- 1999年（平成11年）1月29日 - 板橋区研究奨励校発表（算数）。
- 2003年（平成15年）11月15日 - 創立50周年記念式典挙行。
- 2005年（平成17年）4月1日 - 心身障害学級開級　※2007年（平成19年）度より特別支援学級（固定）と改称。
- 2006年（平成18年）8月25日 - 校庭改修工事完了、人工芝化。
- 2008年（平成20年）11月11日 - 板橋区教育委員会研究奨励校研究発表会（体育）。
- 2009年（平成21年）5月29日 - アジア友好協会ベトナム国フレンドシップ協定。
- 2010年（平成22年）4月1日 - 放課後対策授業「あいキッズ」開設。
- 2011年（平成23年）
  - 3月31日 - 西側校舎教室壁面塗装・扉入れ替え（4教室）工事完了。
  - 4月1日 - 板橋区教委区委員会研究奨励校（いたばし教育ビジョン推進研究校「異校種間連携」）。
- 2012年（平成24年）4月1日 - 東京都スポーツ教育推進校。
- 2013年（平成25年）
  - 平成25年第1回板橋区議会定例会において「板橋区立学校設置条例」の一部が改正され、平成26年3月31日付で大山小学校を閉校することが決定。
  - 11月17日 - 創立60周年記念式典挙行。
  - 11月29日 - お別れ遠足（東武動物公園）。
- 2014年（平成26年）
  - 3月22日 - 卒業式・閉校式。閉校記念同窓会挙行。
  - 3月31日 - 閉校。これまで6,300人余りの児童が本校から巣立っていった。

## 交通
東京都板橋区大山西町19-1
- 東武東上線 大山駅下車　徒歩12分。